# CineLatino
Das CineLatino ist ein seit den frühen 1990er Jahren in Tübingen jährlich stattfindendes Festival für den lateinamerikanischen Film. Das Festival wurde 1993 von Paulo de Carvalho ins Leben gerufen. Das Festival hat sich zu einem wichtigen Forum des lateinamerikanischen Films in Deutschland entwickelt, Spiel-, Dokumentar- und Kurzfilme zeigen die Vielfalt der lateinamerikanischen Filmszene. Neben Filmen bekannter Regisseure werden auch Werke junger innovativer Filmemacher präsentiert. In einen Länderschwerpunkt wird jeweils eines der ibero-amerikanischen Länder vorgestellt. 
Seit Ende der 1990er Jahre hat sich das Festival auch auf andere Städte wie Stuttgart, Heidelberg, Frankfurt am Main, und Freiburg im Breisgau ausgeweitet.
Seit 2003 gibt es parallel das CineEspañol, in dem spanische Filme präsentiert werden.
Aktuell wird das CineLatino in Tübingen, Stuttgart, Freiburg und Rottenburg präsentiert.